# Bayou Meto
Bayou Meto es un área no incorporada ubicada en el condado de Lonoke en el estado estadounidense de Arkansas.

## Geografía
Bayou Meto se encuentra ubicada en las coordenadas 34°42′31″N 91°52′17″O / 34.70861, -91.87139.